# Toreador de en Medio
Toreador de en Medio är en ort i Mexiko.   Den ligger i kommunen San Luis de la Paz och delstaten Guanajuato, i den centrala delen av landet, 260 km nordväst om huvudstaden Mexico City. Toreador de en Medio ligger 2 005 meter över havet och antalet invånare är 613.
Terrängen runt Toreador de en Medio är platt åt sydväst, men åt nordost är den kuperad. Runt Toreador de en Medio är det ganska tätbefolkat, med 52 invånare per kvadratkilometer. Närmaste större samhälle är San Luis de la Paz, 3,7 km sydost om Toreador de en Medio. Trakten runt Toreador de en Medio består i huvudsak av gräsmarker.